# Empire Service
L'Empire Service est un service de train intercités circulant quotidiennement exploité par Amtrak, reliant New York et Niagara Falls (juste à côté des Chutes du Niagara) à la frontière américano-canadienne via la capitale de l' État de New York Albany le long d'un itinéraire de 740 km. Le nom est né avec la New York Central Railroad en 1967.
Au cours de l'année 2018, l'Empire Service a transporté 1 150 498 passagers sur la section entre New York et Albany, tandis que les autres services circulant sur cette ligne notamment le Maple Leaf et le Lake Shore Limited ont transporté 366 696 passagers supplémentaires. Les revenus de billets sur la section New York – Albany au cours de l'année 2016 étaient de 49 361 545 $, soit une augmentation de 1,4% par rapport à 2015, tandis que les revenus sur l'itinéraire Albany – Toronto étaient de 22 143 803 $.

## Histoire
L'Empire Service actuel est le descendant de nombreux train dont les premiers  datent de 1869, lorsque Cornelius Vanderbilt a fusionné son entreprise l'Hudson River Railroad avec la New York Central Railroad, permettant ainsi de relier New York à Albany.
À l'époque le tronçon utilisé entre Buffalo et Niagara Falls faisait partie d'une filiale de la New York Central Railroad, la Buffalo and Niagara Falls Railroad mais cet itinéraire fut abandonné en 1967.
En décembre 1967, quelques mois avant sa fusion avec la Pennsylvania Railroad pour devenir la Penn Central Transportation Company, la New York Central Railroad réorganisa tous ses trains de voyageurs. Tous les trains circulant le long du corridor New York-Buffalo ont été regroupés sous la marque Empire Service. Le marketing a mis l'accent sur le service pratique entre New York et Buffalo, en mettant moins l'accent sur les trains longue distance qui continuaient à l'ouest de Buffalo. Ce programme s'est poursuivi après la fusion avec la Penn Central. Les nouveaux horaires ont produit des résultats mitigés; les passagers ont été découragés par la mauvaise qualité des voitures particulières et les emplacements peu pratiques des gares le long du trajet.
La Penn Central a remis l'Empire Service, ainsi que la plupart de ses autres itinéraires, à Amtrak le 1er mai 1971. Initialement, Amtrak a conservé sept trains quotidiens sur le corridor New York — Albany — Buffalo: quatre opéraient de New York à Albany, et trois été prolongés jusqu'à Buffalo. Tout le service à l'ouest de Buffalo a été interrompu. Tous les trains ont conservé leurs numéros d'ex-Penn Central et étaient sans nom. Le service vers l'ouest a repris brièvement après mai 1971 avec l'introduction du Chicago – New York Lake Shore, mais ce train a été supprimé le 6 janvier 1972.
Le nom de l'Empire Service a été restauré le 11 juin 1972 et des noms individuels ont été ajoutés aux trains le long du corridor le 19 mai 1974,.
Malgré les doutes sur le succès potentiel d'Amtrak, la société a joué un rôle clé dans le rétablissement de certaines liaisons interrompues le long de l'Empire Corridor. Le service au-delà de Buffalo vers Niagara Falls a été rétabli avec des trains comme le Niagara Rainbow et le Maple Leaf. En outre, Amtrak a rétabli le service au centre-ville de Schenectady en 1978, un service que la Penn Central avait suspendu en 1968, pour tous les trains Empire Service qui se poursuivaient au-delà d'Albany. Le service a été rétabli de façon permanente vers Chicago avec la réintroduction de l'ancien train de New York Central, le Lake Shore Limited, en 1975.
Le 7 avril 1991, tous les trains Amtrak Empire Service ont commencé à desservir la gare de New York Penn. Avant ce changement, tous les trains de passagers venant d'Albany  se rendaient au Grand Central Terminal, obligeant les passagers voyageant vers le Northeast Corridor à effectuer un transfert via une navette, un taxi ou via le métro de New York pour atteindre Penn Station. Cette décision a également permis à Amtrak d'économiser les frais d'exploitation de deux stations à New York.
En octobre 2011, CSX et Amtrak ont conclu un accord pour qu'Amtrak loue la section entre Poughkeepsie et Schenectady . Depuis 2012, Amtrak exerce effectivement le contrôle opérationnel sur la subdivision Hudson, assumant toutes les responsabilités d'entretien et d'immobilisations. CSX a conservé les droits de fret sur la ligne, qui n'accueille que cinq trains frets par jour. Amtrak utilisera des fonds fédéraux pour doubler la ligne entre Rensselaer et Schenectady, et ajouter une voie de gare supplémentaire à la station Albany – Rensselaer. Amtrak considère le bail comme la clé pour améliorer la vitesse et les fréquences de l'Empire Service.
Du 10 juillet au 1er septembre 2017, trois allers-retours de l'Empire Service ont utilisé Grand Central Terminal dans le cadre de travaux effectués à Penn Station. Tous les trains utilisant l'Empire Connection, à l'exception du Lake Shore Limited, ont de nouveau opéré dans Grand Central Terminal du 26 mai au 4 septembre 2018 pour permettre le travail sur l'Empire Tunnel, le pont mobile Spuyten Duyvil et la voie 19 à New York. Penn Station.
En mai 2018, le Sénat du Massachusetts a approuvé des fonds pour un projet pilote du «Berkshire Flyer», une extension saisonnière d'un aller-retour de l'Empire Service le week-end à Pittsfield,. Le service d'essai doit commencer en juin 2020. Un train du vendredi après-midi sera étendu à Pittsfield et reviendra le dimanche après-midi.

## Services
Un service horaire en semaine est disponible sur la partie sud de la ligne entre New York Penn Station et Albany – Rensselaer . Deux autres trains continuent jusqu'à Niagara Falls. En 2019, sept trains circulent le long de la ligne presque tous les jours - cinq entre New York et Albany et deux entre New York et Niagara Falls.
La partie nord de l'État d'Albany est desservie par deux trains supplémentaires chaque jour:
- La feuille d'érable, qui longe tout le corridor avant de continuer vers Toronto
- Le Lake Shore Limited, qui suit le couloir jusqu'à Buffalo – Depew en route vers Chicago, avec une section se détachant à Albany pour desservir Boston .

L'Adirondack circulant entre New York et Montréal et l'Ethan Allen Express à faisant la liaison entre New York et Rutland dans le Vermont complètent également le service sur la partie sud de la ligne entre New York et Albany. Tous deux suivent la route de l'Empire Service jusqu'à Schenectady .

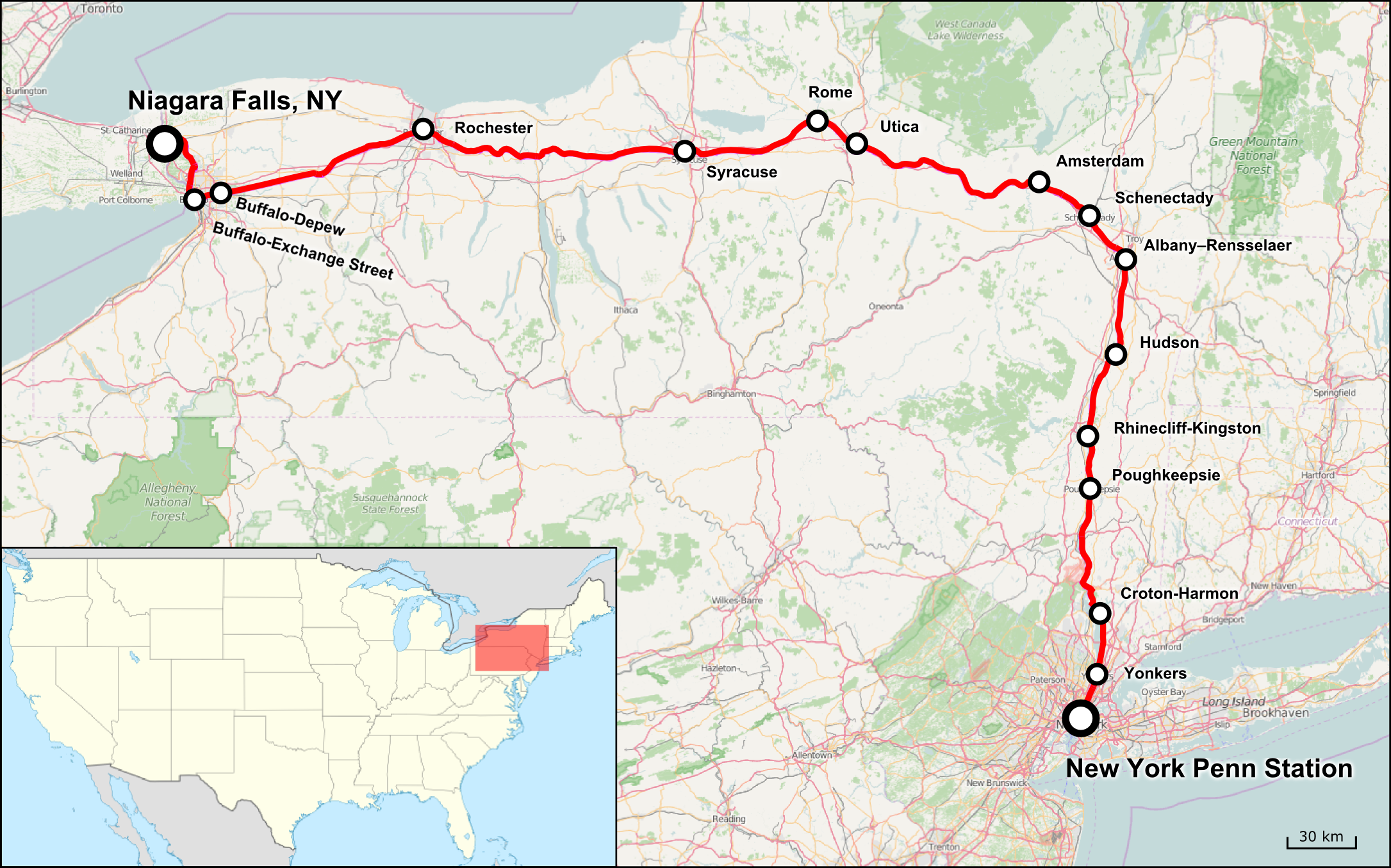
Carte de l'empire Service

La portion de la route entre New York et Poughkeepsie est partagée avec la ligne Hudson du Metro-North Railroad, et voit fréquemment le service de banlieue, avec des connexions à l'Empire Service à Poughkeepsie, Croton-Harmon et Yonkers.
L'Empire Service est l'un des quatre itinéraires ferroviaires basés dans l'État de New York qu'Amtrak exploite grâce au financement du Département des transports de l' État de New York, les trois autres itinéraires étant l'Adirondack, Maple Leaf et Ethan Allen Express.

## Itinéraire
L'Empire Service utilise des voies appartenant Amtrak ou étant loué à ce dernier, des voies appartenant à une entreprise publique, dans notre cas il s'agit de Metro-North Railroad appartenant à l'État de New York et à des voies appartenant à CSX Transportation.
Le terminus nord de la plupart des trains, Albany-Rensselaer, est la neuvième gare Amtrak la plus fréquentée du pays et la gare la plus fréquentée desservant une région métropolitaine de moins de deux millions d'habitants.
De Spuyten Duyvil à Albany, le train circule parallèlement à la rivière Hudson (visible sur le côté gauche en direction nord et le côté droit en direction sud).

## Matériel roulant
La New York Central n'a pas commandé de nouveaux équipements pour l'Empire Service, préférant remettre en état les équipements existants. 40 voitures de 64 places, construits par Pullman-Standard en 1946, ont été rénovés en 1967-1968. 21 autres voitures de la même série ont été reconstruits en voitures «économie-buffet» (business coach) de 50 places. Amtrak a acquis cet équipement quand il a repris les trains de passagers de la Penn Central en 1971. Les voitures sont restées sur l'Empire Service sous Amtrak jusqu'au milieu des années 1970. Un train typique entre New York et Albany se composait alors de deux voitures pouvant accueillir 64 passagers et d'une voiture «snack bar». Les trains qui fonctionnaient à l'ouest d'Albany avaient des voitures supplémentaires. À l'heure actuelle, l'Empire Service fonctionne habituellement avec une seule locomotive GE P32AC-DM, quatre voitures économiques de type Amfleet, et une voiture de classe affaires. L'Empire Service utilise des locomotives bimodes en raison d'une interdiction de longue date sur les opérations diesel dans les tunnels de Penn Station. Un changement de puissance "en marche" du diesel au troisième rail (ou vice versa) a lieu une fois que le train entre dans le tunnel pour accéder à la gare de Penn Station.
Pour les trains voyageant de New York à Niagara Falls, la voiture de classe affaires est également utilisée comme voiture-bar.

## Gare desservies
Tous les arrêts sont dans l'État de New York
|  | Station                                         | Ville            | Correspondance |
|  | ----------------------------------------------- | ---------------- | --- |
|  | Niagara Falls                                   | Niagara Falls    | Amtrak: Maple Leaf |
|  | Buffalo Exchange Street                         | Buffalo          | Amtrak: Maple Leaf, Bus to Jamestown NFTA: Buffalo Metro Rail |
|  | Buffalo Depew                                   | Depew            | Amtrak: Maple Leaf, Lake Shore Limited |
|  | Louise M. Slaughter Rochester Station           | Rochester        | Amtrak: Maple Leaf, Lake Shore Limited |
|  | New York State Fair                             | Syracuse         | (Train only stops during fair) |
|  | William F. Walsh Regional Transportation Center | Syracuse         | Amtrak: Maple Leaf, Lake Shore Limited CENTRO: 16, 48, 50, 60, 62, 70, 82, 236, 246, 250 |
|  | Rome                                            | Rome             | Amtrak : Maple Leaf |
|  | Utica Union Station                             | Utica            | Amtrak: Maple Leaf, Lake Shore Limited Adirondack Scenic Railroad CENTRO: 15, 31 |
|  | Amsterdam                                       | Amsterdam        | Amtrak: Maple Leaf |
|  | Schenectady                                     | Schenectady      | Amtrak: Adirondack, Ethan Allen Express, Lake Shore Limited, Maple Leaf CDTA: 351, 353, 354, 355, 370, 763, 905 (BusPlus) |
|  | Rensselaer                                      | Rensselaer       | Amtrak: Adirondack, Ethan Allen Express, Lake Shore Limited, Maple Leaf CDTA: 114, 214 |
|  | Hudson                                          | Hudson           | Amtrak: Adirondack, Ethan Allen Express, Maple Leaf |
|  | Rhinecliff                                      | Rhinecliff       | Amtrak: Adirondack, Ethan Allen Express, Maple Leaf |
|  | Poughkeepsie                                    | Poughkeepsie     | Amtrak: Adirondack, Ethan Allen Express, Maple Leaf Metro-North Railroad: Hudson Line Dutchess LOOP: A, B, C, D, E, Poughkeepsie RailLink UCAT Ulster-Poughkeepsie LINK |
|  | Croton-on-Hudson                                | Croton-on-Hudson | Amtrak: Adirondack, Ethan Allen Express, Lake Shore Limited, Maple Leaf Metro-North Railroad: Hudson Line Bee-Line: 10, 11, 14 |
|  | Yonkers                                         | Yonkers          | Amtrak: Adirondack, Ethan Allen Express, Maple Leaf Metro-North Railroad: Hudson Line Bee-Line: 6, 9, 25, 32, 91 (seasonal) |
|  | New York Penn Station                           | New York         | Amtrak : Northeast Regional, Adirondack, Cardinal, Carolinian, Crescent, Empire Service, Ethan Allen Express, Keystone service, Lake Shore Limited, Maple Leaf, Palmetto (en), Pennsylvanian, Silver Meteor, Silver Star, Vermonter LIPR : Main Line, Port Washington Branch NJ Transit : North Jersey Coast Line, Northeast Corridor Line, Gladstone Branch, Montclair-Boonton Line, Morristown Line Métro de New York : 1, 2, 3, A, C, F, M, N, Q, R et W MTA Regional Bus Operations PATH : Hoboken–33rd Street, Journal Square–33rd Street, Journal Square–33rd Street (via Hoboken) |

## Train à grande vitesse
L'Empire Service est un candidat de longue date pour l'électrification de sa ligne ainsi que la mise en place de section à grande vitesse. Le besoin d'un service ferroviaire à grande vitesse a été abordé par l'ancien gouverneur George Pataki, l'ancien chef de la majorité au Sénat, Joseph Bruno, et des membres de l'Assemblée de l'État de New York qui représentent les régions du Nord de l'État. D'autres politiciens ont demandé que le train à grande vitesse soit introduit le long de l'Empire Corridor, réduisant le temps de trajet entre New York - Buffalo de sept heures à seulement trois heures, le voyage en train de New York à Albany prendrait moins de deux heures. Si l'électrification de la voix et la mise en place de section à grande vitesse est réussi, il serait envisagé de faire circuler des trains Acela Express entre New York et Albany. Une autre raison, que les politiciens ont notée, est que les trains à grande vitesse pourraient contribuer à améliorer l'économie du nord de l'État de New York, qui était devenue stagnante.
Actuellement, les trains atteignent une vitesse maximale de 177 km/h sur le tronçon de voie juste au sud et à l'ouest d'Albany. Les zones à l'est de Schenectady connaissent également des vitesses supérieures à 127 km/h.